# Junkers Ju 290
Die Junkers Ju 290 ist eine Weiterentwicklung des viermotorigen Passagierflugzeuges Ju 90 zum militärischen Transporter, die Anfang 1941 begonnen wurde. Wegen des dringenden Bedarfes für einen Fernaufklärer für die Seeaufklärung wurde das Flugzeug ab Februar 1943 entsprechend weiterentwickelt. In Planung war ebenso ein Fernkampfflugzeug mit Lenkwaffenbeladung für den Einsatz gegen Seeziele.
Von der Ju 90 unterschied sie sich vor allem durch stärkere Triebwerke, vereinfachte und größere Tragflächen, längeren Rumpf, neues Seiten- und Höhenleitwerk und eine stark gesteigerte Reichweite.

## Entwicklung
Ursprünglich wurde die Neuentwicklung des militärischen Transporters als Ju 90 V11 bezeichnet. Bereits im Oktober 1941 wurde dann die Bezeichnung Ju 290 V1 verwendet. Der Erstflug erfolgte am 16. Juli 1942 in Dessau. Das erste Flugzeug der Transport-Serie A-1 flog am 2. Dezember 1942 zum ersten Mal. Die Serie war auf acht Flugzeuge ausgelegt, von denen aber die letzten drei zum Aufklärer A-2 umgebaut wurden. Bei allen weiteren gebauten Flugzeugen handelte es sich um Aufklärer. Mit dem letzten abgelieferten Flugzeug W.-Nr. 110196 lief die Fertigung im Juli 1944 aus. Offiziell abgerechnet wurden von Junkers 51 Serienflugzeuge – wovon sechs vor Auslieferung zerstört worden waren – sowie eine oder zwei Bruchzellen und das Versuchsmuster V1.
Als Weiterentwicklung der Ju 290 entstanden ab 1942 mehrere Entwürfe, wobei hier nur die vergrößerte Ju 390 mit sechs Motoren im Jahre 1943 zur Ausführung gelangte. Einige Exemplare der Ju 290 überstanden den Zweiten Weltkrieg und wurden von den Alliierten erbeutet.
Eine weitere Ju 290 wurde nach dem Zweiten Weltkrieg von den tschechischen Letov-Werken (von 1938 bis 1945 von Junkers betreut, aber selbständig) aus vorhandenen Bauteilen im Jahre 1945/46 als Letov L-290 Orel fertiggestellt.

## Einsatz
Der erste Einsatz der Ju 290 erfolgte zur Versorgung der eingeschlossenen 6. Armee während der Schlacht von Stalingrad. Die Ju 290 V1 wurde dort ab Anfang Januar 1943 vom Kampfgeschwader 200 verwendet. Die Maschine stürzte beim Start vom Flugplatz Pitomnik am 13. Januar 1943 im Kessel ab. Schon während der Landung lag der Flugplatz unter starkem Artilleriebeschuss. Die Beladung mit den Verwundeten musste daher sehr schnell erfolgen. Ein ordentliches Festzurren war in der kurzen Zeit nicht möglich und wurde wohl aus der Erfahrung mit der gutmütigen Ju 52 als nicht so dringend angesehen. Während des Starts lag die Startbahn immer noch unter Beschuss. Der Pilot musste wegen der vor ihm liegenden Einschläge beim Start des gut motorisierten Flugzeugs kräftig am Höhenruder ziehen, wodurch die Tragen mit den Verwundeten nach hinten rutschten, die Maschine dadurch extrem hecklastig und somit unsteuerbar wurde und durchsackte. Fünf Mitglieder der sechsköpfigen Besatzung sowie 40 der mitfliegenden 75 Verwundeten kamen dabei ums Leben. Es war damit einer der schwersten Flugunfälle der Luftwaffe der Wehrmacht.
Ab März 1943 setzte die Lufttransportstaffel 290 (LTS 290) zwei Ju 290 A-1 im Mittelmeerraum ein, wo sie im April und Mai 1943 in Tunesien verloren gingen.
Ein erheblicher Teil der gebauten Aufklärer wurde bei der Fernaufklärungsgruppe 5 (FAGr 5) verwendet, die dem Fliegerführer Atlantik der Luftflotte 3 zugeteilt war. Die Flugzeuge wurden dazu mit dem Schiffssuchgerät FuG 200 Hohentwiel ausgerüstet. Der erste Feindflug fand am 15. November 1943 über dem Atlantik statt. Bis zum 16. August 1944 wurde als Basis der Militärflugplatz Mont-de-Marsan verwendet. In dieser Zeit flog die FAGr 5 insgesamt 191 Atlantikeinsätze mit 2438 Flugstunden. Dabei gingen neun Maschinen verloren.
Das KG 200 hatte bereits im Februar 1943 eines der Transportflugzeuge erhalten und verwendete es dazu, Agenten im feindlichen Hinterland abzusetzen. Insgesamt flogen bis zum Kriegsende vermutlich sieben Ju 290 Ferneinsätze bei diesem Geschwader und versorgten zum Beispiel die angebliche Kampfgruppe Scherhorn hinter feindlichen Linien.
Im Rahmen der Planungen für eine Flugverbindung zum japanischen Achsenpartner kam auch die Ju 290 ins Spiel, und zwar die Version A-9, die eine Reichweite von 7500 km hatte und daher für eine Direktverbindung in die Mandschurei geeignet war. Allerdings kam diese Luftverbindung – in deren Planung die Deutsche Lufthansa führend eingeschaltet war – nie zustande, da seitens der Reichsregierung keine Genehmigung für das Vorhaben erteilt wurde.
Die Lufthansa erhielt im Oktober 1944 drei Ju 290 A-5, die auf der Strecke nach Spanien eingesetzt wurden. Nach der alliierten Invasion in Südfrankreich im August 1944 musste ein erheblicher Teil der Strecke über feindbesetztem Territorium geflogen werden. Die Flugzeuge waren geeignet, 20 Passagiere und 5 t Fracht zu befördern. Die D-AITP (W.-Nr. 110174) machte am 27. Dezember 1944 in München Bruch, die D-AITR (W.-Nr. 110178) am 6. April 1945 in Barcelona. Am Folgetag wurde die D-AITQ in München-Riem bei einem Tieffliegerangriff beschädigt. Alle Flugzeuge konnten bis zum Kriegsende nicht mehr repariert werden. Die D-AITR wurde nach dem Krieg wieder aufgebaut und von 1950 bis 1953 von der Ejército del Aire (Spanische Luftwaffe) verwendet.

## Versionen

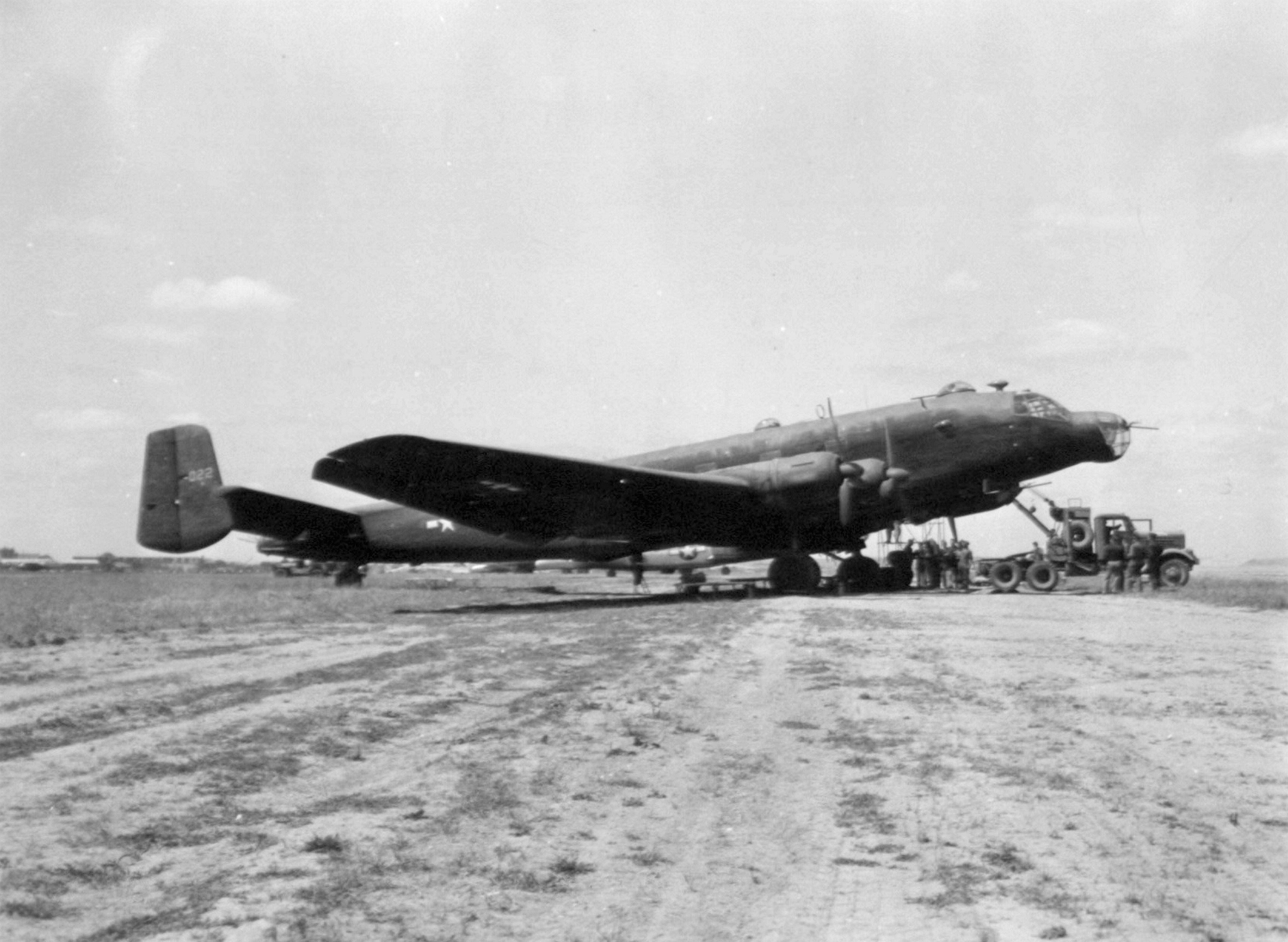
Erbeutete Ju 290 A-7, die von den U.S. Army Air Forces (USAAF) verwendet wurde

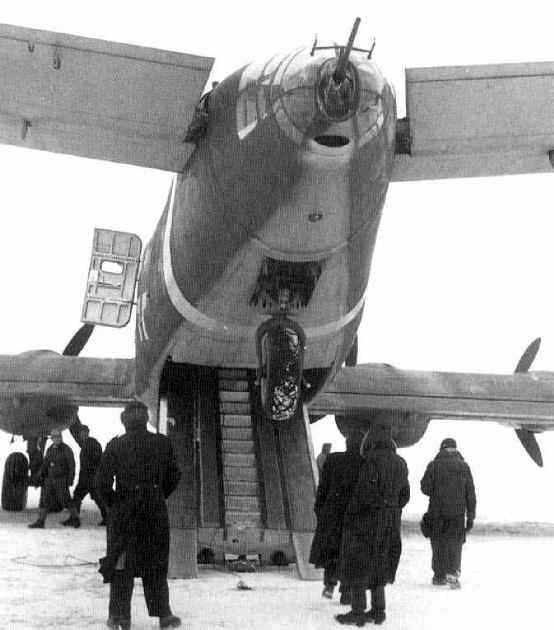
Ju 290 beim Be-/Entladen mit ausgefahrener hinterer Laderampe

- V1: Werknummer: 290000001; Motor: BMW 801 A; Erstflug: 16. Juli 1942; Absturz: 13. Januar 1943 in Stalingrad
- A-1: unbewaffneter Transporter; Motor: BMW 801 L; Werknummern: 110151–110154, 110156–110159, die letzten drei wurden zu Aufklärern A-2 umgebaut; V2: Werknummer: 110151; V4: Werknummer: 110153
- A-2: Aufklärer, aus A-1 umgebaut; Motor: BMW 801 L; Werknummer: 110157–110159 (3 gebaut)
- Bruchzelle: Werknummer: 110155
- A-3: Aufklärer; Motor: BMW 801 L/D; Werknummern: 110160–110164 (5 gebaut)
- A-4: Aufklärer; Motor: BMW 801 D; Werknummern: 110165–110169 (5 gebaut); V7: Werknummer: 110165
- A-5: Aufklärer; Motor: BMW 801 D; Werknummern: 110170–110180 (11 gebaut)
- A-6: Transporter, nicht gebaut
- A-7: Aufklärer, Flugkörper-Halterungen vorgesehen; Motor: BMW 801 D; Werknummern: 110181, 110184 (wurde Ju 290 B), 110186–110202 (28 geplant, 19 gebaut, davon 6 vor der Auslieferung durch Bombenangriffe zerstört)
- A-8: Fernkampfflugzeug mit Lenkwaffen, nicht gebaut, aber Rümpfe fertiggestellt (ab Werknummer: 110211, eventuell vier Rümpfe gebaut)
- A-9: Aufklärer; Motor: BMW 801 D; Werknummern: 110182, 110183 und 110185 (3 gebaut)
- B (V8): Motor: BMW 801 D; aus Werknummer: 110184 umgebaut; Erstflug: 10. Mai 1944
- Bruchzelle: Ju 290 B; Werknummer: 110213; nur Rumpf gebaut

Damit wurden 45 Serien- und ein Versuchsflugzeug produziert. Die Fertigung erfolgte nur bei Junkers in Dessau. Die Junkers-Monatsberichte nennen 44 gelieferte Serienflugzeuge und zwei Versuchsmuster, die im Dezember 1942 (V1) und im März 1944 (eventuell Werknummer 110170, Musterflugzeug A-5) ausgeliefert wurden. Andere als die oben angegebenen Versuchsmuster sind nicht nachgewiesen. Es kann aber angenommen werden, dass es sich bei den fehlenden Mustern (z. B. V5 und V6) um die ersten Flugzeuge der Versionen A-2 und A-3 handelte. Bei der V3 kann es sich um die Werknummer 110152 gehandelt haben.
Die Aufklärer unterschieden sich nur geringfügig voneinander bezüglich Bewaffnung, Ausrüstung, Funkgeräteausstattung und Tankanlage.
Der Rumpf mit der Werknummer 110212 wurde nach dem Krieg in der Tschechoslowakei als Passagierflugzeug Letov L 290 Orel fertiggestellt. Der Erstflug erfolgte am 1. August 1946. Da das Flugzeug keine Zulassung erhielt, wurde es später abgewrackt. Einzelne Baugruppen, darunter der Rumpf und das Fahrwerk, wurden dem Technischen Museum in Prag übergeben. Der Rumpf musste allerdings aufgrund Platzmangels später verschrottet werden. Eines der Fahrwerksbeine konnte 1991 als Leihgabe im Rahmen einer in Hamburg stattfindenden Ausstellung besichtigt werden.

## Anmerkung
Über dieses Flugzeug existieren zahlreiche hartnäckige Literaturmärchen: Unter anderem wurde das Flugzeug nicht bei Letov in Prag gebaut; die Ju 90 V7 und V8 wurden nicht zur Ju 290 V2 und V3 umgebaut; es erfolgten keine Flüge nach New York oder nach Fernost in den japanischen Machtbereich; eine W.-Nr. 150 hat nie existiert; eine Planung für den Bau eines strategischen Bombers hat es nicht gegeben.

## Technische Daten
| Kenngröße             | Daten der Ju 290 V1 (1941)                                                             |
| --------------------- | -------------------------------------------------------------------------------------- |
| Länge                 | 28,70 m                                                                                |
| Spannweite            | 42,00 m                                                                                |
| Höhe                  | 6,83 m                                                                                 |
| Flügelfläche          | 205,30 m²                                                                              |
| Flügelstreckung       | 8,6                                                                                    |
| Höchstgeschwindigkeit | - beladen: 388 km/h - unbeladen: 420 km/h                                              |
| Marschgeschwindigkeit | 340 km/h                                                                               |
| Dienstgipfelhöhe      | 6850 m                                                                                 |
| Reichweite            | - 6000 km - 2500 km (bei 8000 kg Nutzlast)                                             |
| Triebwerke            | vier 14-Zylinder-Doppelsternmotoren BMW 801 A mit je 1.560 PS (1.147 kW) Startleistung |
| Bewaffnung            | B-Stand HD 151, C-Stand 2 × MG 81 Z, H-Stand handgerichtetes MG 151                    |